# Jean Gottmann
Iona Jean Gottmann (Charkiv, 10 ottobre 1915 – Oxford, 28 febbraio 1994) è stato un geografo francese, di origine russo-ebraica.
Noto per i suoi studi sulla megalopoli, la regione urbana del nord-est degli Stati Uniti che si estende lungo il corridoio Boston-Washington (BosWash). I suoi principali contributi alla geografia umana sono nell'ambito della geografia urbana, politica, economica, storica e regionale. Le sue specializzazioni regionali comprendono la Francia, il Mediterraneo, gli Stati Uniti, Israele, Oxford e il Giappone.

## Biografia
Nasce a Charkiv, nell'attuale Ucraina, allora parte dell'Impero russo da una famiglia ebrea di origini francese e olandese. Il nonno Kelman ha sposato la figlia del rabbino di Charkiv, sviluppando un'industria di legname attiva nello sviluppo delle ferrovie russe, ed è socio di una delle maggiori fabbriche di locomotive dell'Impero russo.
Nel febbraio 1918, la casa dei Gottmann viene assalita da un gruppo di rapinatori armati. I genitori e la nonna verranno uccisi, si salvano solo il piccolo Iona e il nonno Kelman (che si trovava al piano superiore durante la sparatoria). Con l'aiuto della zia Emily Gottmann, nel 1919 il trio raggiunge Sebastopoli in Crimea, in attesa di comprendere l'esito della guerra civile. Lì, Emily sposa Michel Berchin, scrittore e giornalista, cugino di secondo grado, e la coppia lo adotta de facto. 
Con la sconfitta del generale Vrangel', nel giugno 1920 la famiglia fugge su una nave norvegese che trasporta carbone diretta a Costantinopoli, che giunta nel Bosforo si incendia. Equipaggio e passeggeri vengono recuperati da una nave francese. Gottmann racconterà la sua esperienza nella città cosmopolita di Costantinopoli, invasa da decine di migliaia di profughi russi e ottomani, dove trascorre quasi un anno prima di poter ripartire per Marsiglia, dove Berchin ha un lavoro che lo attende al Poslednje Novosti, quotidiano in lingua russa diretto da Pavel Miljukov.
Nell'agosto del 1921 il nucleo famigliare divenuto apolide raggiunge infine Parigi dove rimane per quasi vent'anni. Vincitore del secondo premio in geografia al Concours générale del 1931, competizione nazionale tra i migliori allievi dei licei francesi, si iscrive nelle facoltà di giurisprudenza e di lettere.
L'incontro alla Sorbona con il geografo Albert Demangeon lo porta dal 1933 a dedicarsi al solo studio della geografia e della storia, in un rapporto di stima e simpatia reciproche. 
Nel 1934 si laurea in geografia alla Sorbona con una tesi sulla "Coltura irrigua in Palestina" e dal 1937 e diviene assistente di Albert Demangeon, che appoggia la sua domanda di naturalizzazione francese. Nel giugno del 1940 deve abbandonare Parigi rifugiandosi a Montpellier con la famiglia a causa dell'occupazione tedesca e nel dicembre 1941 si rifugia negli Stati Uniti. L'incontro con lo storico Edward M. Earle gli permette di entrare come membri temporaneo dell'Institute for Advanced Study di Princeton, grazie a una borsa biennale della Rockefeller Foundation. Lo storico valorizza le conoscenze geografiche di Gottmann e lo invia a Washington dove diviene consulente del Board of Economic Warfare e di altre agenzie governative. Unitosi a France Libre, insegna anche alla École Libre des Hautes Études di New York e su invito di Isaiah Bowman al nuovo istituto di geografia della Johns Hopkins University (1943-1948). Dopo lo sbarco in Normandia, il governo provvisorio francese lo richiama a Parigi nel 1945 in missione per il ministero dell'economia nazionale e quindi a Washington. Dopo la guerra, Henri Laugier lo nomina direttore di studi e ricerche alle Nazioni Unite (1946-1947). Dal 1948 al 1951 ottiene un contratto triennale a Parigi con il CNRS per il quale scrive una tesi sulla "regione cerniera dell'economia americana", mentre ritorna regolarmente negli Stati Uniti avviando il periodo della sua "transumanza atlantica", durante il quale pubblica anche i volumi: L'Amérique (1949) e A geography of Europe (1950). Nel 1952 appare un terzo volume: La politique des États et leur géographie, dedicato alla geografia politica e regionale.
L'uso del metodo regionale della scuola francese gli consente di ottenere un finanziamento da Paul Mellon per realizzare il primo studio regionale sulla Virginia (1953-1955) e, successivamente, grazie a J. Robert Oppenheimer realizza, con il sostegno del Twentieth Century Fund, lo studio della megalopoli della costa nord-orientale degli Stati Uniti, che diviene ben presto un paradigma in geografia e urbanistica per definire le città-regioni mondiali a struttura polinucleare.
Nel 1961 viene chiamato alla VI sezione dell'École Pratique des Hautes Études a Parigi (futura EHESS) da Fernand Braudel, Claude Lévi-Strauss e Alexandre Koyré e dal 1968 diviene direttore della School of Geography della Oxford University, dove rimane fino alla morte. Negli anni '70 diviene presidente della World Society for Ekistics, che contribuisce alla creazione del Programma Habitat delle Nazioni Unite.
Oltre al contributo allo geografia urbana e regionale, si ricorda il suo contributo alla geografia politica e in particolare, la sua spiegazione della compartimentazione politica dello spazio geografico inteso come prodotto dell'interazione tra flussi di movimento e sistemi simbolici (iconografie regionali). Il concetto di iconografia

## Pubblicazioni
- L'homme, la route et l'eau en Asie sud-occidentale, 1938 ("L'uomo, la strada e l'acqua in Asia sud-occidentale", (FR) );
- "De la méthode d'analyse en géographie humaine", in Annales de Géographie, 1947 ("Sul metodo di analisi in geografia umana", (FR) );
- L'Amérique, 1949 ("L'America" (FR) );
- A geography of Europe, 1950, 1969 ("Una geografia d'Europa", (EN) );
- La politique des États et leur géographie, 1952 ("La politica degli stati e la loro geografia" (FR) );
- Virginia at mid-Century, 1955 ("Virginia a metà secolo", (EN) );
- Les marchés des matières premières, 1957 ("I mercati delle materie prime", (FR) );
- Études sur l'État d'Israël, 1958 ("Studi sullo stato d'Israele", (FR) );
- Megalopolis, 1961; trad. it. Megalopoli. Funzioni e relazioni di una pluri-città, edizione italiana a cura di Lucio Gambi, Torino, Einaudi, 1970
- Le prospettive dell'urbanizzazione in "Nord e Sud" 11 (1964), n.51, pp. 7–32] );
- Essais sur l'amenagement de l'espace habité, 1966 ("Saggio sulla gestione dello spazio abitato", (FR) );
- The significance of territory, 1973 ("Il significato di territorio", (EN) );
- Verso una megalopoli della pianura padana? in Calogero Muscarà (a cura di), Megalopoli mediterranea, Milano, Franco Angeli 1978, pp. 19–31, );
- Centre and Periphery (a cura di), Beverly Hills, Sage, 1980 ("Centro e periferia", (EN) );
- La città invincibile, Milano, Angeli, 1983;
- Since Megalopolis, (con Robert Harper), 1990 ("Dopo Megalopoli", (EN) );
- La città prossima ventura, (con Calogero Muscarà), Roma-Bari, Laterza, 1993.
- Beyond Megalopolis, Tokyo, The Community Study Foundation, 1994 ("Oltre Megalopoli", (EN) ).